# Tu’er Shen
Tu’er Shen (chiń. upr. 兔儿神; chiń. trad. 兔兒神; pinyin Tù’ér Shén; dosł. „Króliczy Bóg”) – bóg z mitologii chińskiej opiekujący się miłością homoseksualną.

## Legenda
Bóstwo to nie jest powszechnie znane ani czczone, ale jest wzorowane na postaci historycznej. Żyjący w latach 1716–1798 w czasie dynastii Qing chiński uczony i poeta Yuan Mei (chiń. 袁枚) napisał zbiór fantastycznych opowieści zatytułowany O czym Mistrz by nie dyskutował (chiń. 子不語; pinyin Zǐbùyǔ). Zawiera on Opowieść o Króliczym Bogu, według której w osiemnastowiecznych Chinach żył urzędnik o imieniu Hu Tianbao. Zakochał się on w cesarskim inspektorze prowincji Fujian, ale z powodu pełnionego urzędu bał się wyrażenia swoich uczuć. Później Hu został przyłapany na podglądaniu inspektora przez ścianę łazienki i został za to pobity na śmierć. Miesiąc później objawił się we śnie pewnemu człowiekowi ze swojego rodzinnego miasta, któremu powiedział, iż król zaświatów mianował go Króliczym Bogiem, a jego funkcją stała się opieka nad mężczyznami odczuwającymi pociąg seksualny do innych mężczyzn. Poprosił również o wzniesienie dla niego świątyni.

## Kult
Zhu Gui (chiń. 朱珪; 1731–1807) opisał ikonografię kultu Króliczego Bóstwa jako „dwóch obejmujących się mężczyzn, twarz jednego jest postarzała, a drugiego delikatna i blada”. Pisał, że członkowie kultu „widząc młodych mężczyzn pragnęli odbyć z nimi stosunek i prosili o wsparcie od bożka z tynku (...). Potem smarowali usta bożka świńskimi jelitami i cukrem w podzięce”. W późniejszych czasach kult ten próbowali ograniczyć cesarscy urzędnicy.
Na Tajwanie, w Nowym Tajpej, w dzielnicy Yonghe znajduje się świątynia tego bóstwa nazywana Rabbit Temple (chiń. 兔兒廟), którą opiekuje się taoistyczny kapłan Lu Wei-ming (chiń. 盧威明). Twierdzi on, że Tu’er Shen jest odpowiednikiem Yue Lao (chiń. 月下老人; pinyin: Yuè Xià Lǎorén), który jest Bogiem małżeństw. Lu zwykle radzi gejom odwiedzającym świątynie, aby nie zwracali się do Yue Lao, gdyż zajmuje się on miłością pomiędzy kobietą a mężczyzną i modlitwy homoseksualistów mogą go zmylić.

## Obecność w popkulturze
Andrew Thomas Huang nakręcił krótki film pod tytułem Pocałunek Króliczego Boga, w którym Tu’er Shen odwiedza chińską restaurację i uwodzi kelnera.